# Olukonda (Wahlkreis)
Olukonda ist ein Wahlkreis in der Region Oshikoto im Norden Namibias. Verwaltungssitz ist die gleichnamige Ansiedlung Olukonda. Der Wahlkreis hat (Stand 2023) 14.318 Einwohner, die auf einer Fläche von 241 Quadratkilometer leben.

## Wahlen
| Wahl | Name                | Partei | Stimmenanteil |
| ---- | ------------------- | ------ | ------------- |
| 1992 |                     |        |               |
| 1998 | Phillemon Ndjambula | SWAPO  | o. W. 1       |
| 2004 | Phillemon Ndjambula | SWAPO  | 98,9 %        |
| 2010 | Darius Shikongo     | SWAPO  | 98,1 %        |
| 2015 | Victoria Shikongo   | SWAPO  | o. W. 1       |
| 2020 | Phillemon Ndajmbula | SWAPO  | 63,3 %        |